# Nylandtia scoparia
Nylandtia scoparia es una especie de Magnoliopsida del género Nylandtia, de la familia Polygalaceae, del orden Fabales.

## Taxonomía
Fue descrita científicamente por (Eckl. & Zeyh.) Goldblatt & J.C.Manning. Fue publicado por primera vez en Goldblatt, & Manning, J. C. (2000). In: Strelitzia 9: 715.